# Ufficio del Consiglio privato (Canada)
L'Ufficio del Consiglio privato (in inglese: Privy Council Office, in francese: Bureau du Conseil privé) è la segreteria del Consiglio privato e del gabinetto, responsabile della consulenza imparziale al Primo ministro e del coordinamento del lavoro dei dipartimenti e delle agenzie del governo federale.
All'interno del governo, il portafoglio dell'ufficio del Consiglio privato comprende anche il ministro degli affari intergovernativi, il leader del governo alla Camera dei comuni e il ministro delle istituzioni democratiche.
Il PCO è diretto dal cancelliere del Consiglio privato, considerato il più alto funzionario del governo. Ha sede nel Langevin Block, di fronte a Parliament Hill.